# Pattadakal
Pattadakal (IAST: Paṭṭadakal) ou Pattadkal, dans l'État du Karnataka en Inde, est un site inscrit au patrimoine mondial de l'UNESCO pour ses temples de l'hindouisme, datant du VIIIe siècle. De nombreuses infrastructures religieuses sont dédiées à Shiva; elles ont été construites par la dynastie Châlukya. Les temples qui subsistent actuellement témoignent d'expériences fondatrices dans l'architecture des temples hindous. Pattadakal était l'une des deux capitales châlukya avec Badami, une petite ville située à environ 40 km à l'Ouest. Le site voisin, de Aihole, appartient à la même période et permet des comparaisons avec l'art gupta.
La particularité du site provient de la présence conjointe des styles dravidien ou méridional et nagara ou nordique de l'architecture indienne. Trois temples sont tout à fait remarquables : le Virupaksha, le Mallikarjuna et le Papanatha.

## Les temples
Ils sont tous composés sur un axe Est-Ouest : depuis l'entrée jusqu'au sanctuaire. Mais leurs plans varient, tout comme leurs dates de fondation.
- Le Jambulinga et le Kadasiddheshvara, datés entre 696 et 720[2].
- Le Sangameshvara, construit mais inachevé sous le règne de Vijayaditiya Ier châlukya (696-733/734)[3].
- Le Papanatha, avec trois périodes :
  - 696-720 : le sanctuaire et le premier mandapa
  - 720-730 : le second mandapa et 730-734 : le déambulatoire autour du sanctuaire
  - 735-750 : les niches à bas relief et les baies à claustra
- Le Virupaksha et le Mallikarjuna, construits par les deux épouses de Vikramaditya II châlukya (733-744)[4].

Sans doute, à la fondation d'un tel ensemble architectural, le pouvoir châlukya souhaitait rivaliser avec son voisin pallava, et le programme iconographique de Papanatha et du Virupaksha reste en effet comparable avec celui du Kailasanatha de Kanchipuram.

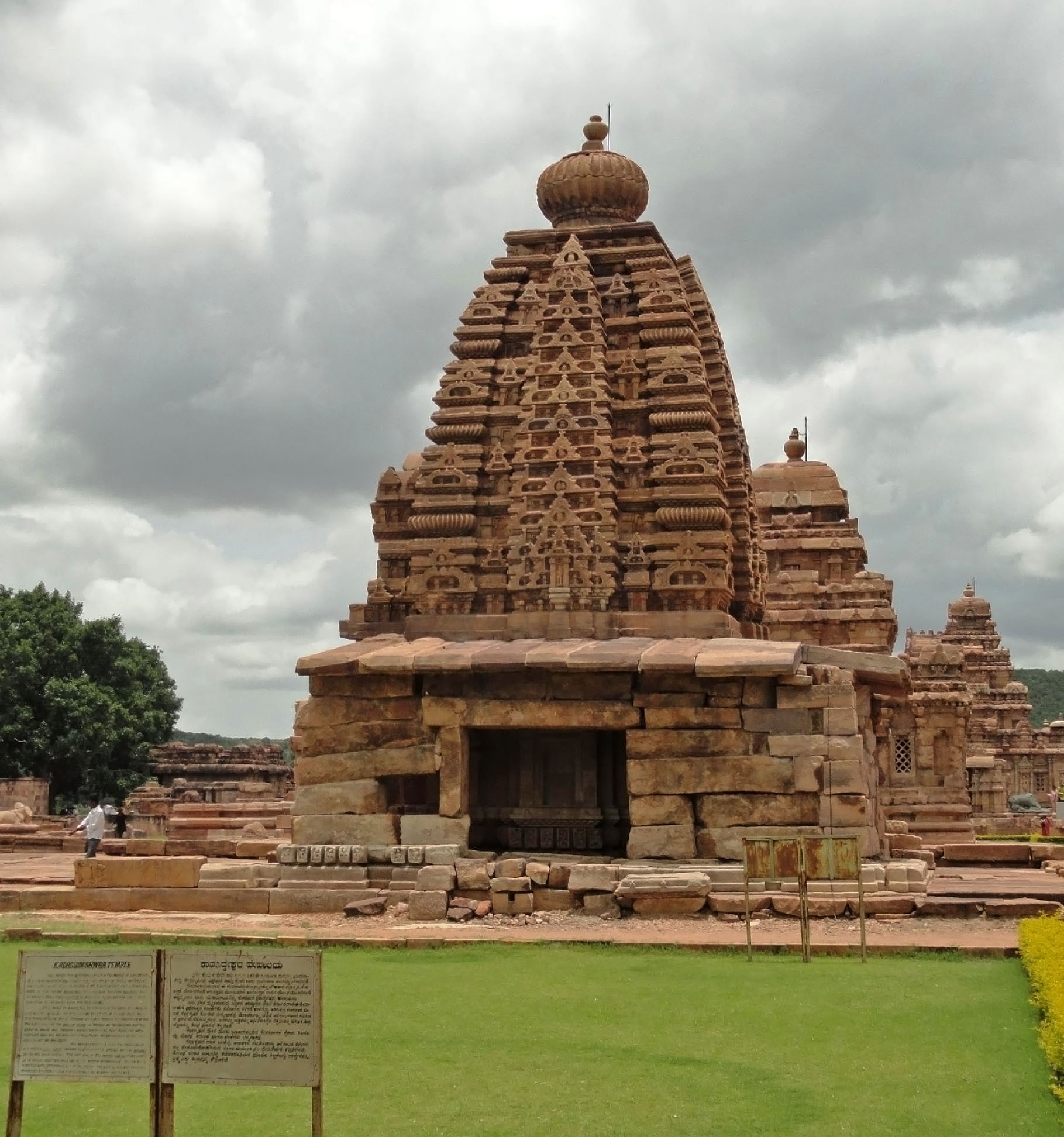
le temple de Galaganath, façade ouest.
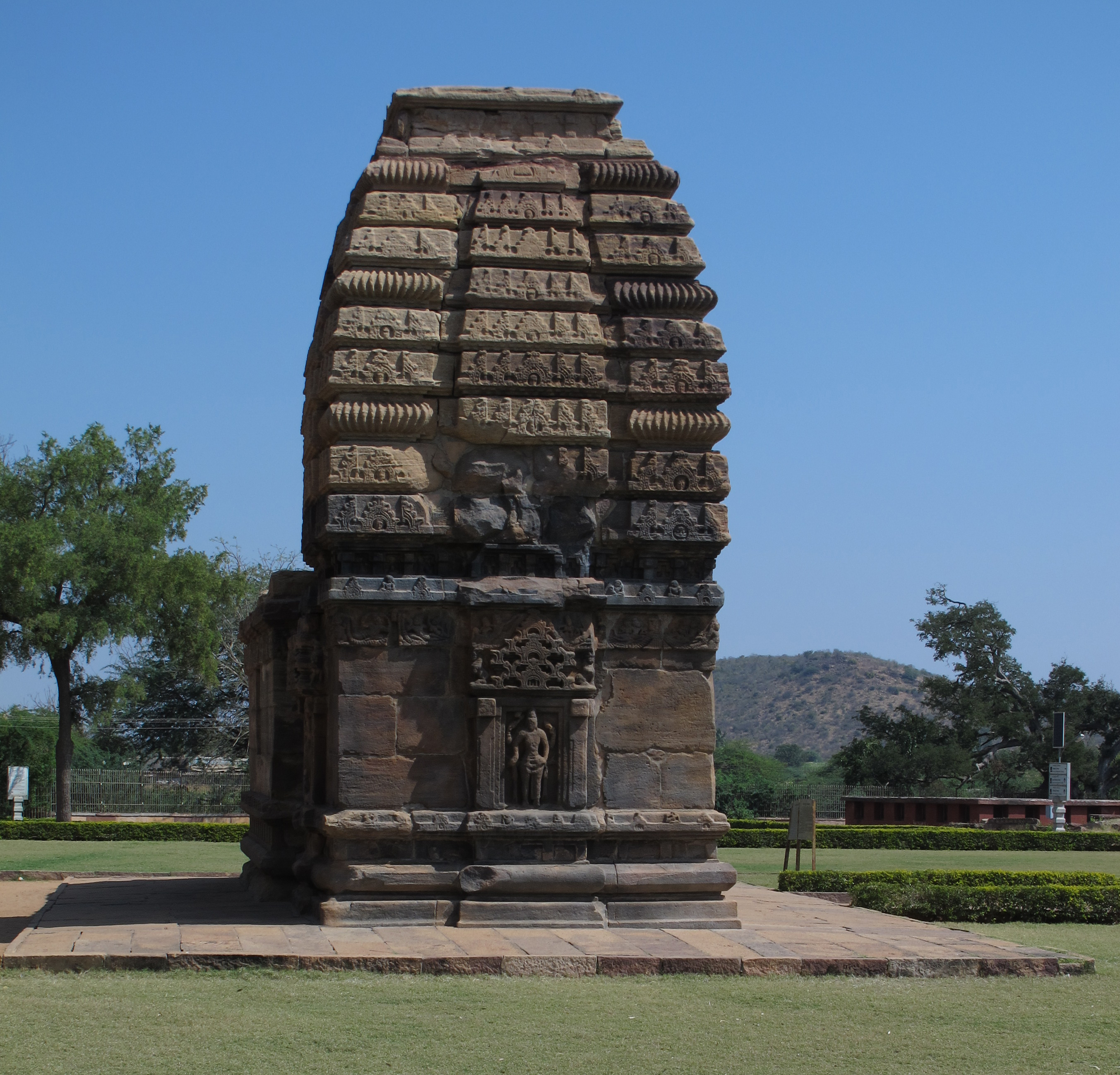
Façade ouest du Kadasiddheśvara. Le personnage dans la niche est Harihara.
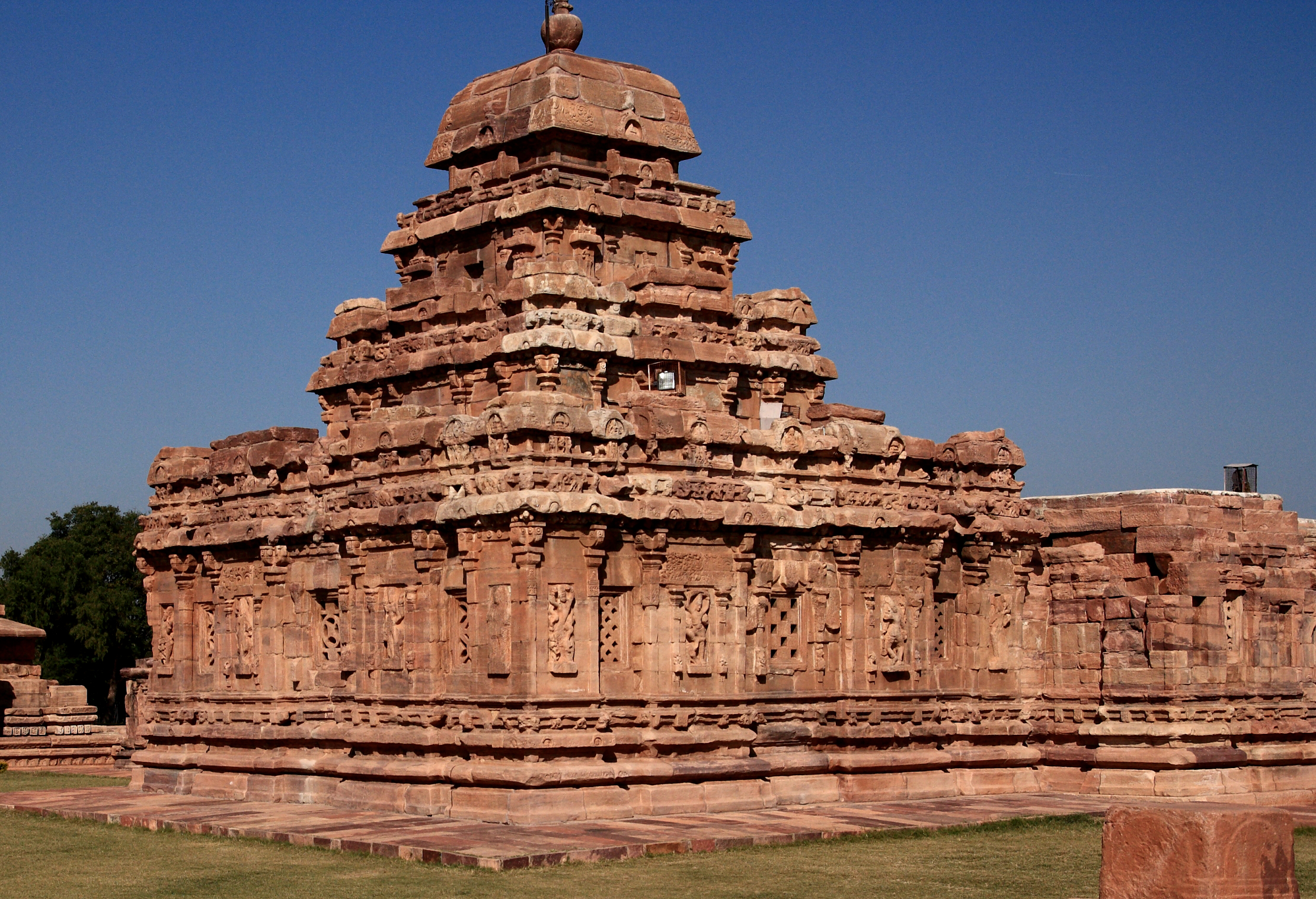
Le Sangameshvara, face ouest, angle Sud-Ouest
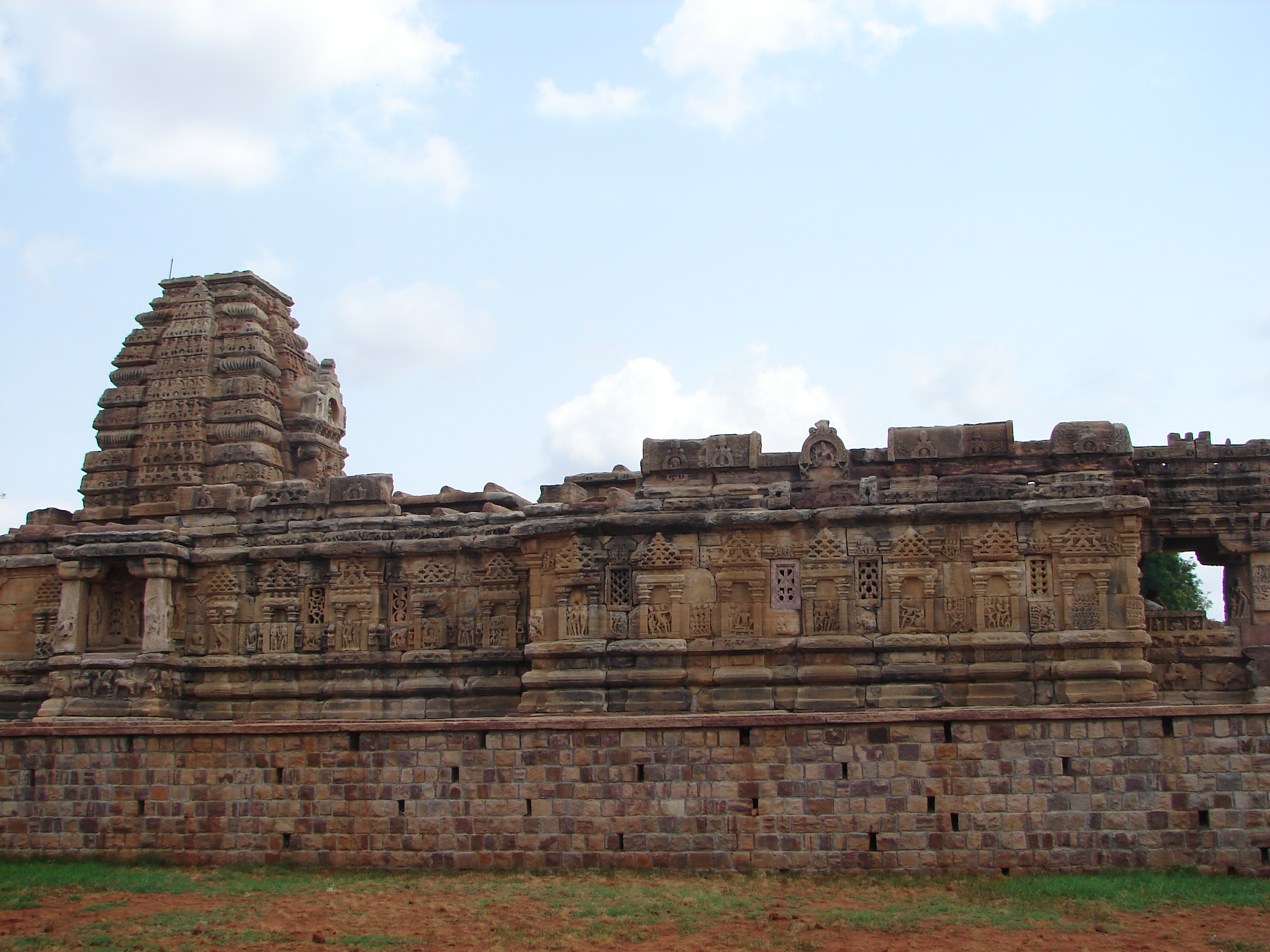
Le Papanatha, face Sud
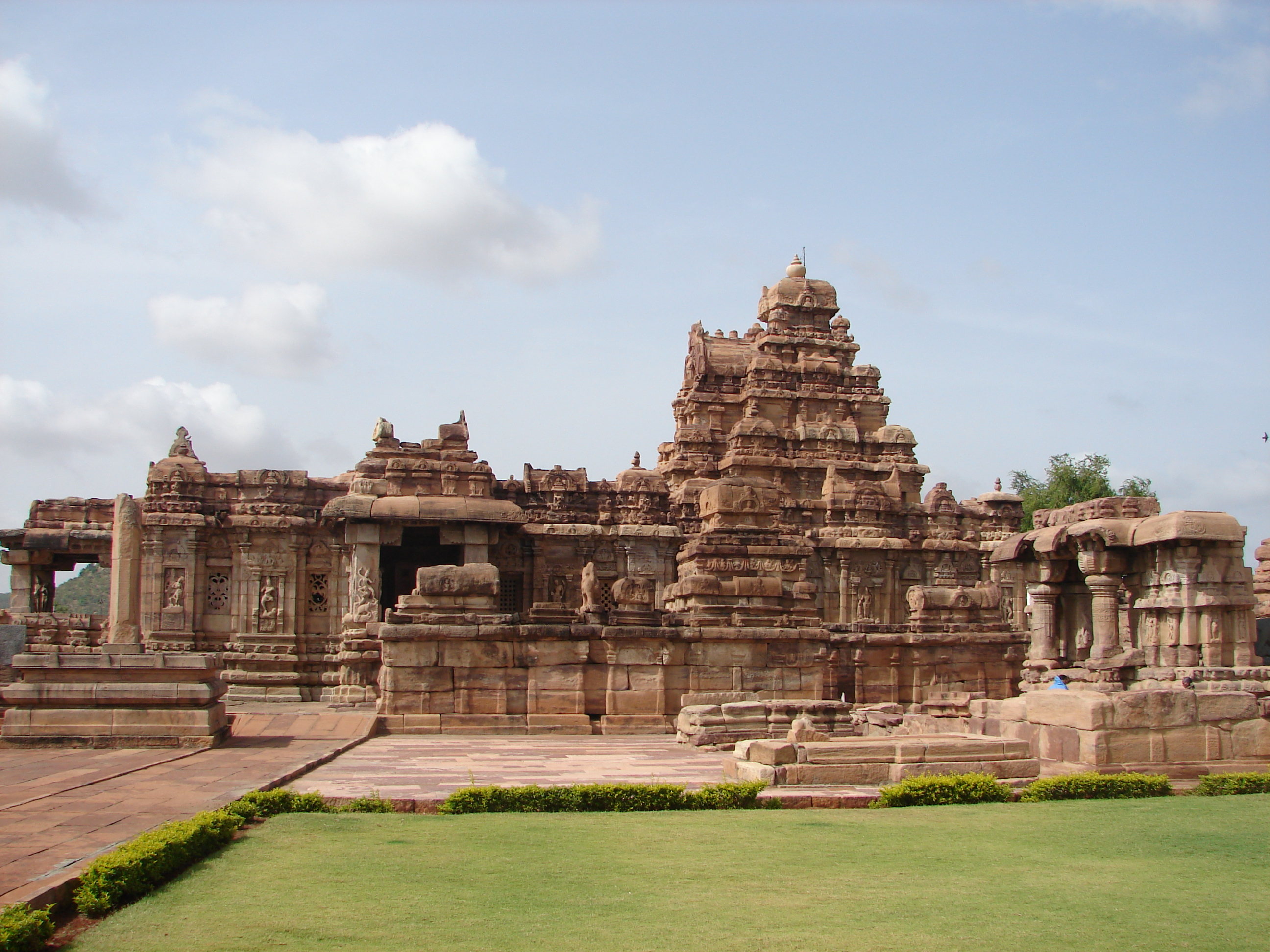
Au-delà du mur d'enceinte : face Nord du Virupaksha. Centre: porche Nord du mandapa, à gauche: porche Est (devant, hors champ: pavillon de Nandi). À droite : le sanctuaire
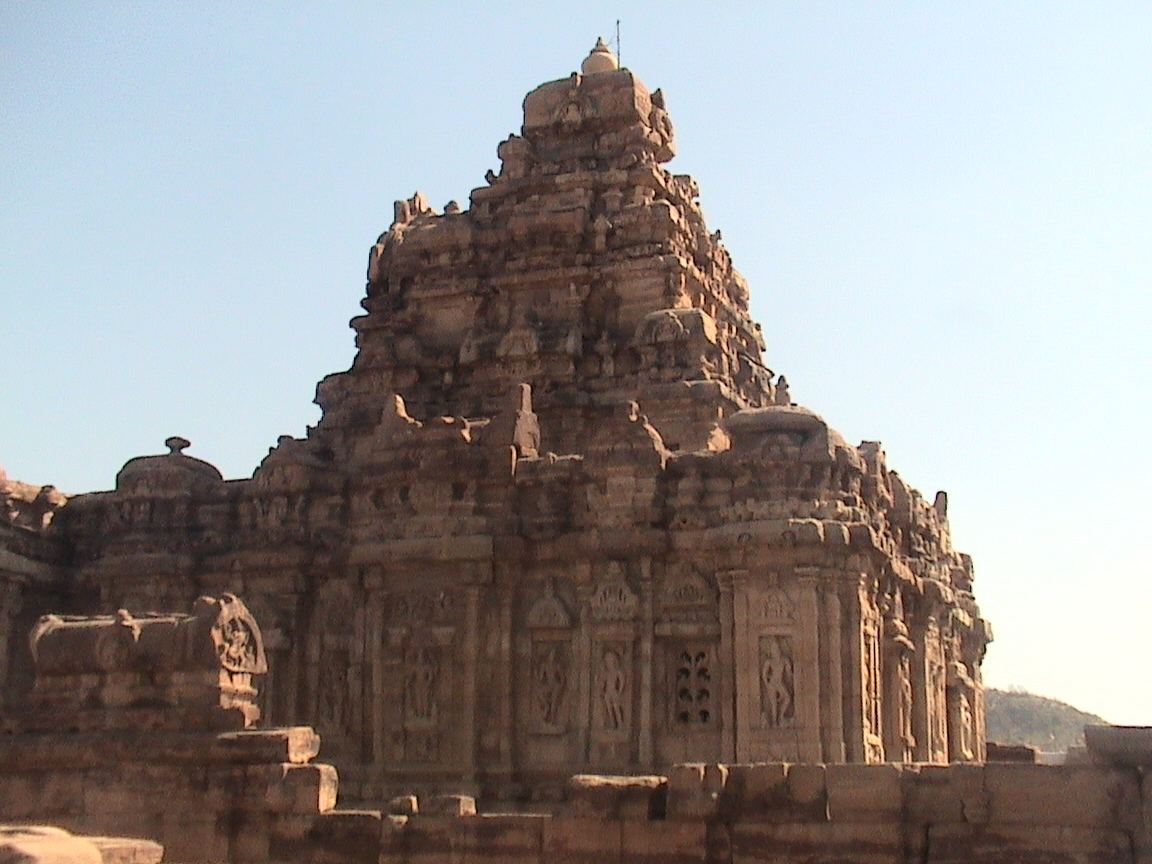
Le Virupaksha, face Nord et angle Nord-Ouest avec son shikhara de style dravidien, du Sud
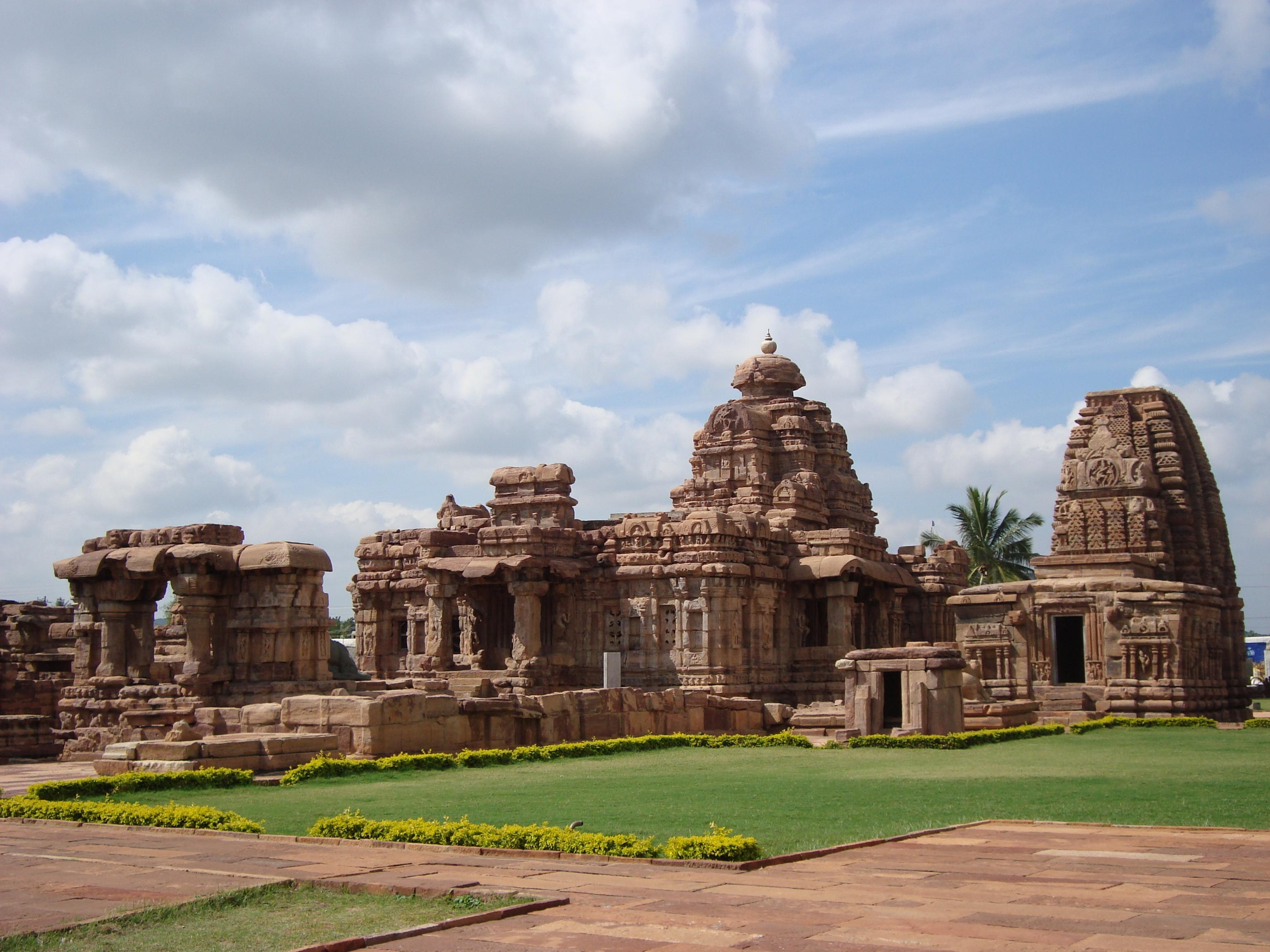
Le Mallikarjuna (à g.) et le Kashivishvanatha (à d.), face Est et leurs porches d'entrée

## Le Virupaksha
Temple d'une très grande beauté par la qualité de son décor sculpté dans toutes les parties du bâtiment lui-même, dans les niches à l'extérieur et sur les piliers à l'intérieur, et aussi par ses nombreuses baies à claustra, d'un dessin chaque fois renouvelé. Sa superstructure le rattache au style du Sud de l'Inde et le distingue de son voisin, le Papanatha, qui appartient au style du Nord. Le Virupaksha est l'un des premiers temples de Shiva dont la composition intègre un pavillon consacré à Nandi. Par ailleurs, les sculptures figuratives des faces externes du mandapa et celles correspondant au sanctuaire (cella ou garbha griha) semblent relever de deux ensembles bien distincts. Sur la partie correspondant au sanctuaire, lui-même étant entouré par un déambulatoire, les motifs visent à évoquer la dimension transcendante et ascétique de Shiva. Tandis que sur la partie correspondant au mandapa, les motifs choisis évoquent le caractère cosmique et immanent de la divinité (Shiva et Parvati, Shiva androgyne, Harihara, la victoire de Shiva sur Andhaka tirée du Ramayana). De nombreux apports à l'art pallava sont perceptibles, tant dans la conception du bâtiment - proche du Kailasanatha de Kanchipuram - que dans certaines formes des représentations divines, comme le Shiva dansant du porche Nord avec la jambe droite repliée, le pied étant à terre, tandis que la jambe gauche est rejetée en arrière.

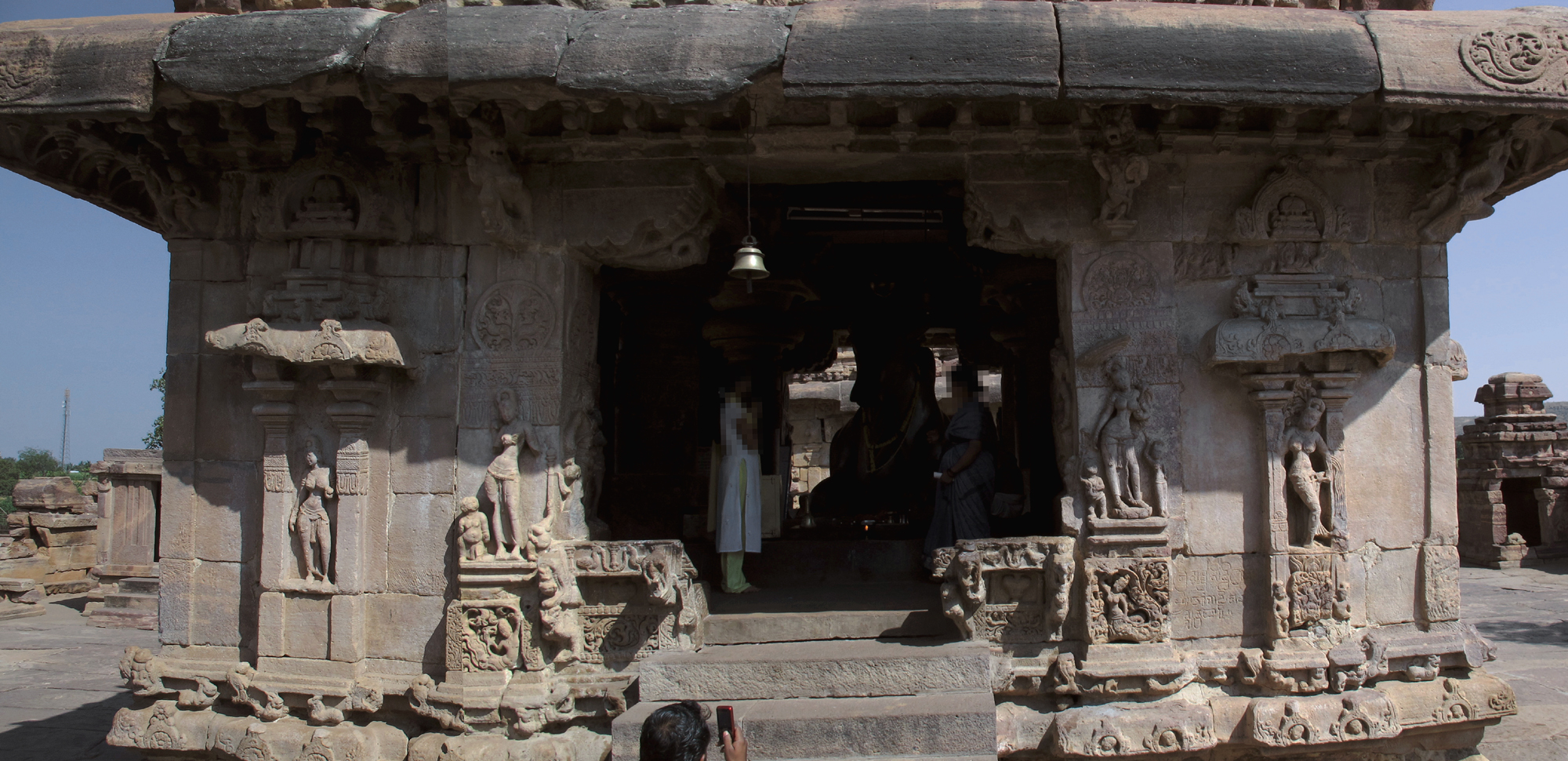
Pavillon de Nandi. Porche ouest. Temple de Virupaksha
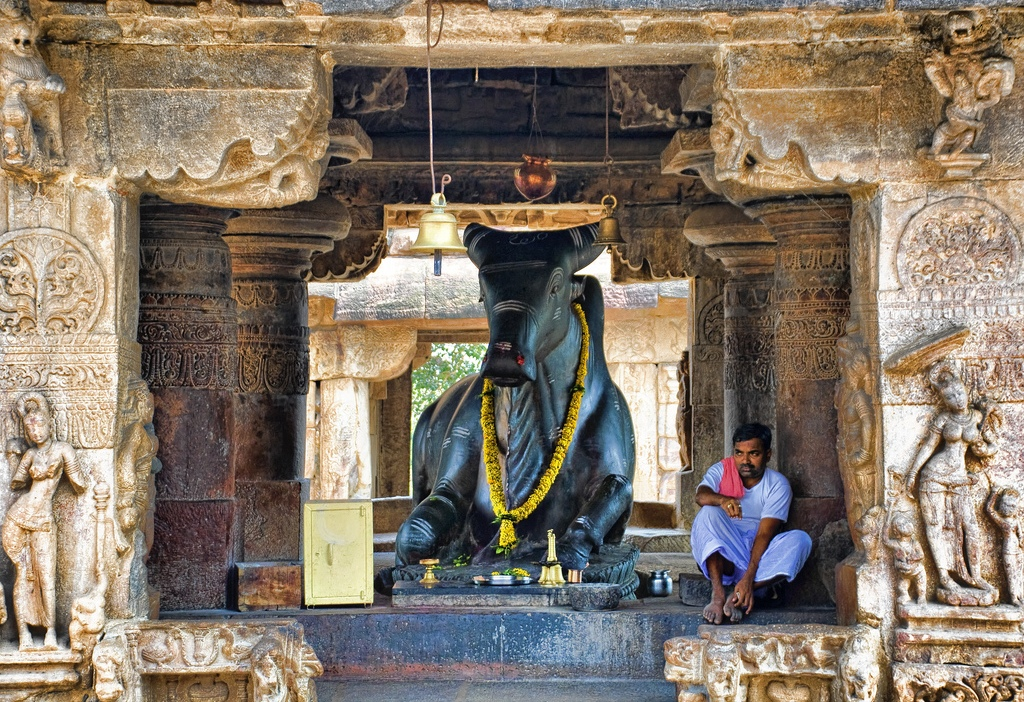
Pavillon de Nandi
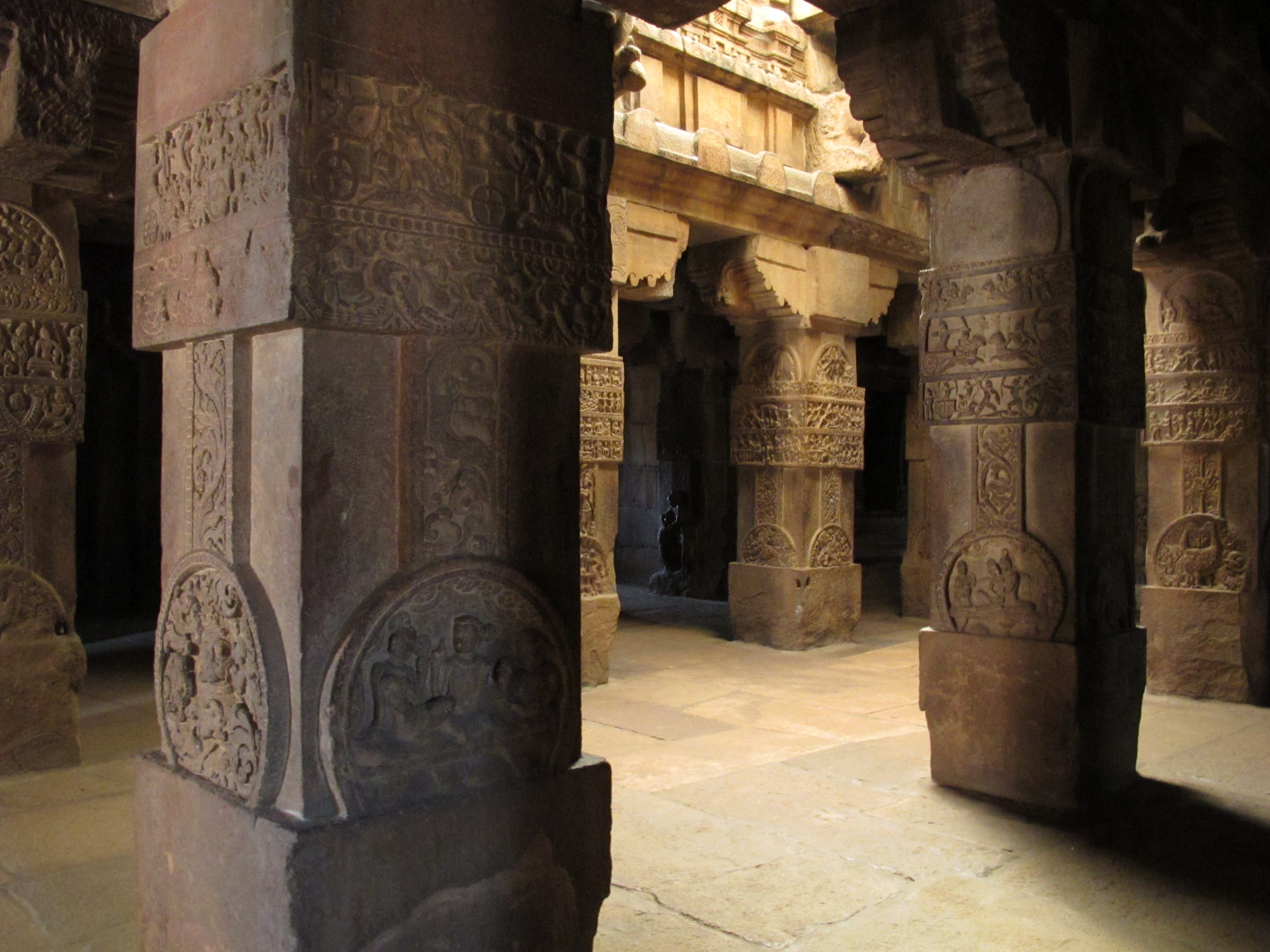
Intérieur du mandapa, vue depuis l'entrée vers le sanctuaire, garbha griha
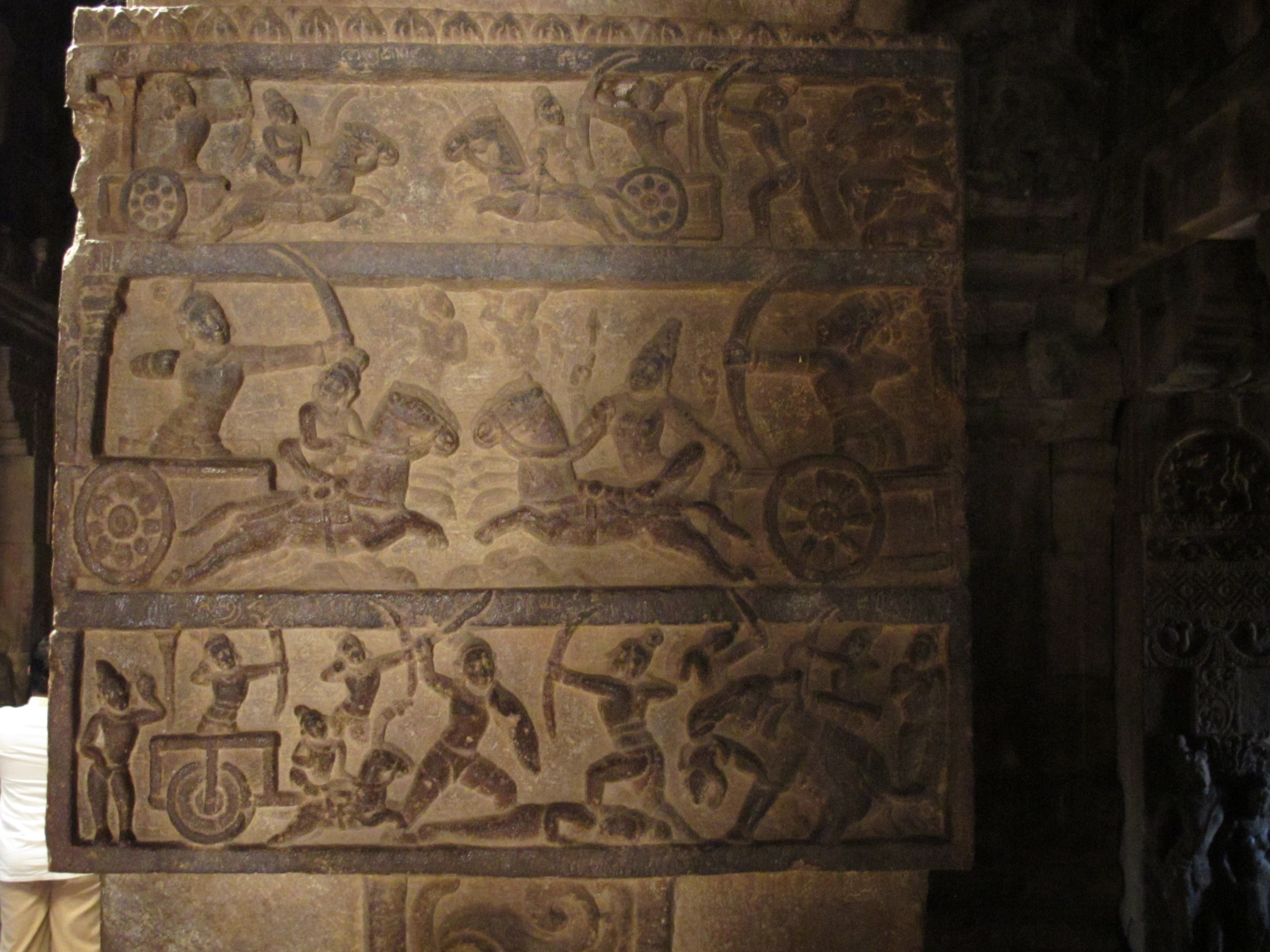
Intérieur du mandapa. Troisième pilier, au centre, côté nord, face est. Scène de guerre. VIIIe siècle.
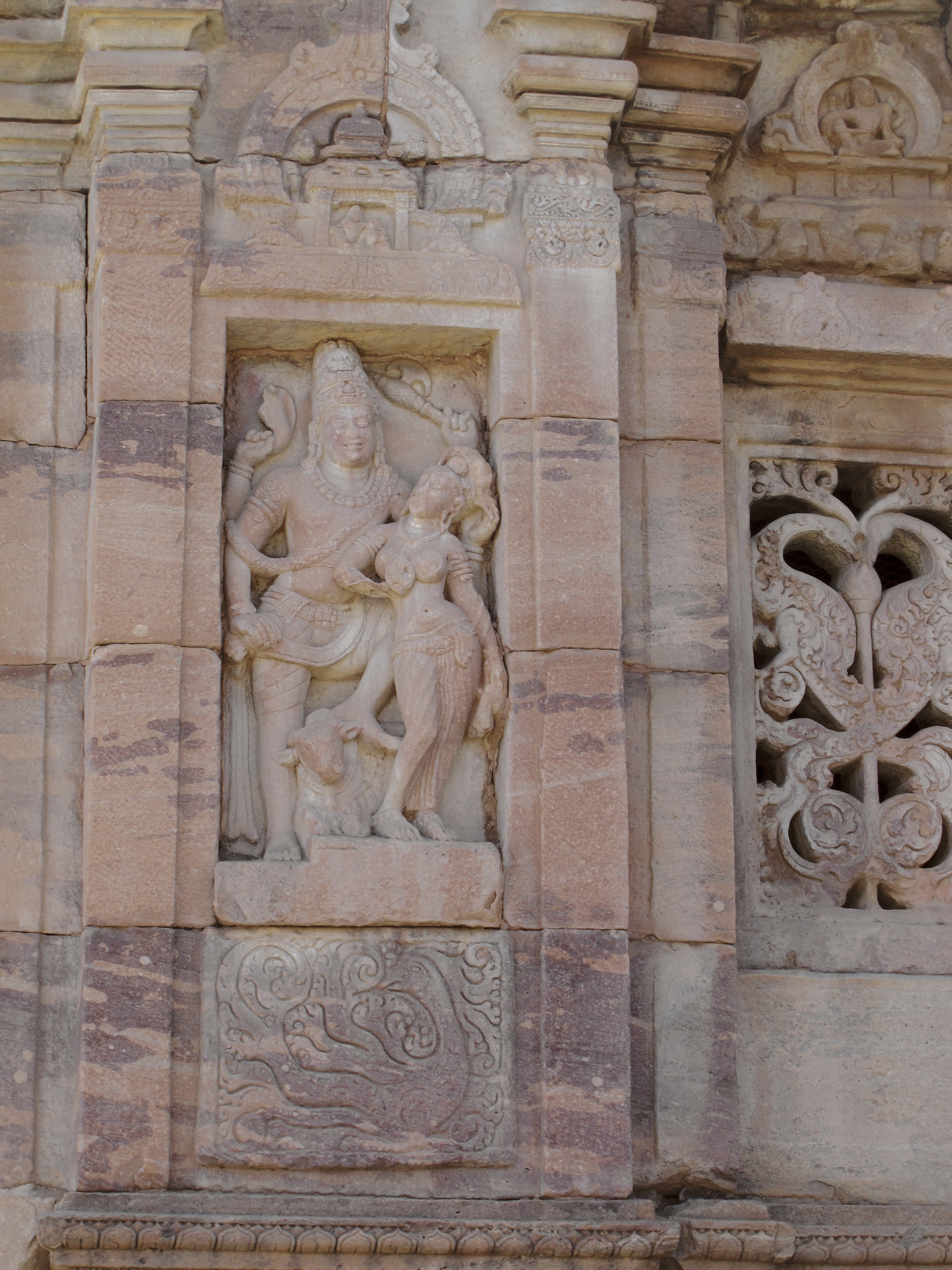
Extérieur du mandapa, mur nord, côté est. Shiva et Parvati
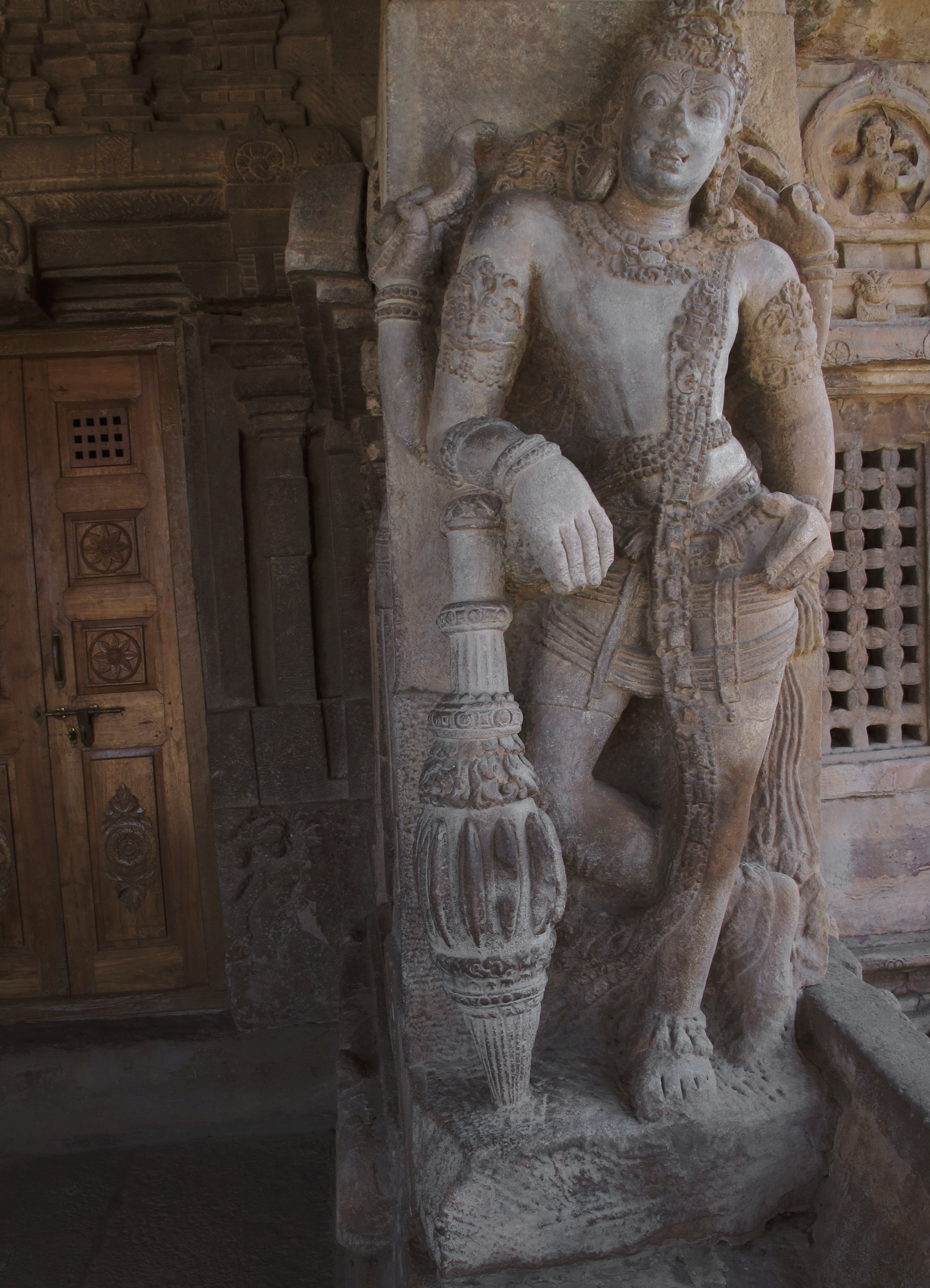
Porche nord du mandapa, entrée, pilier de droite, dvarapala (gardien)
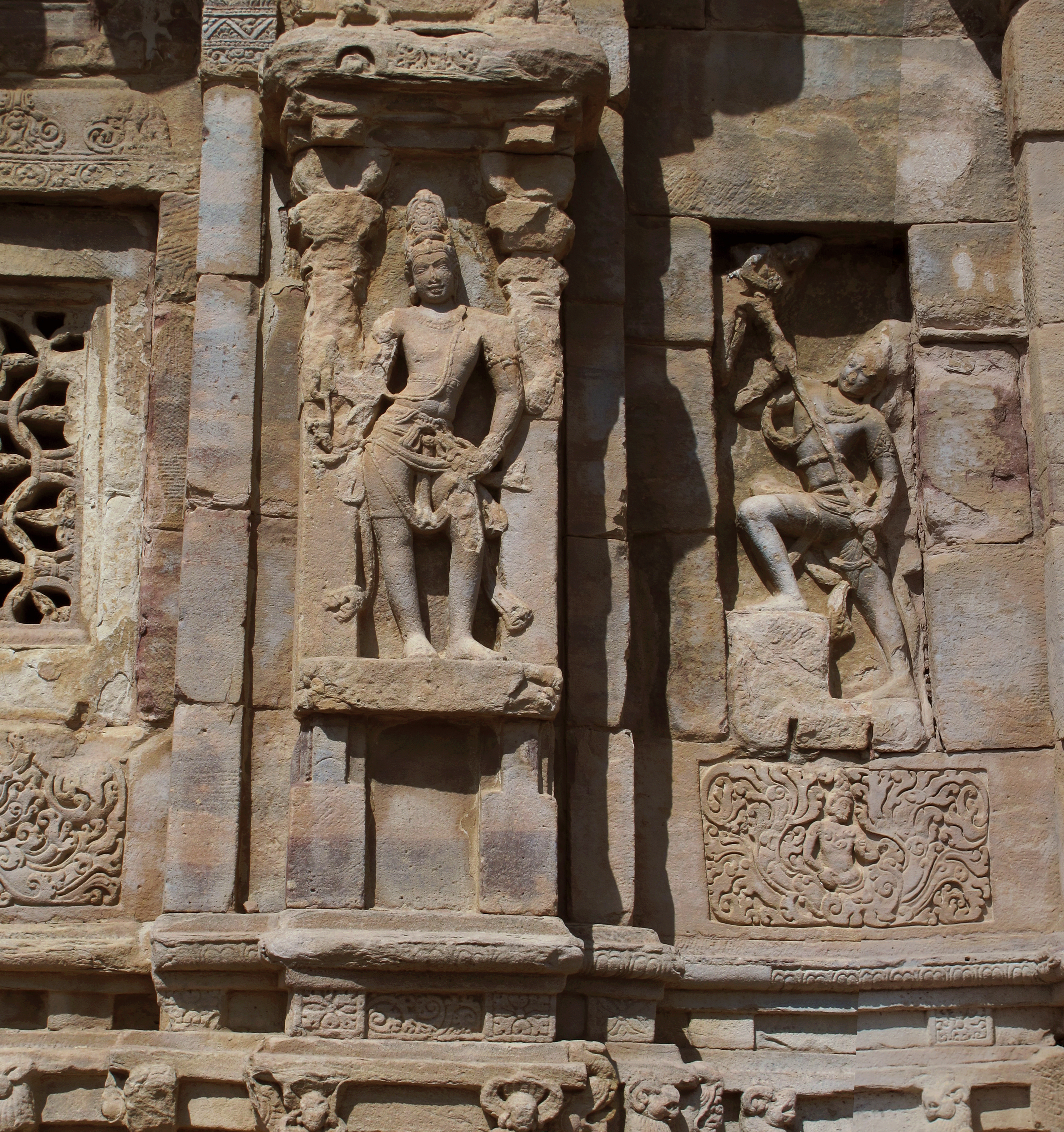
Extérieur du sanctuaire mur sud (partie gauche de l'image, Shiva) et de l'antichambre (à droite, Shiva transperce Andhaka).
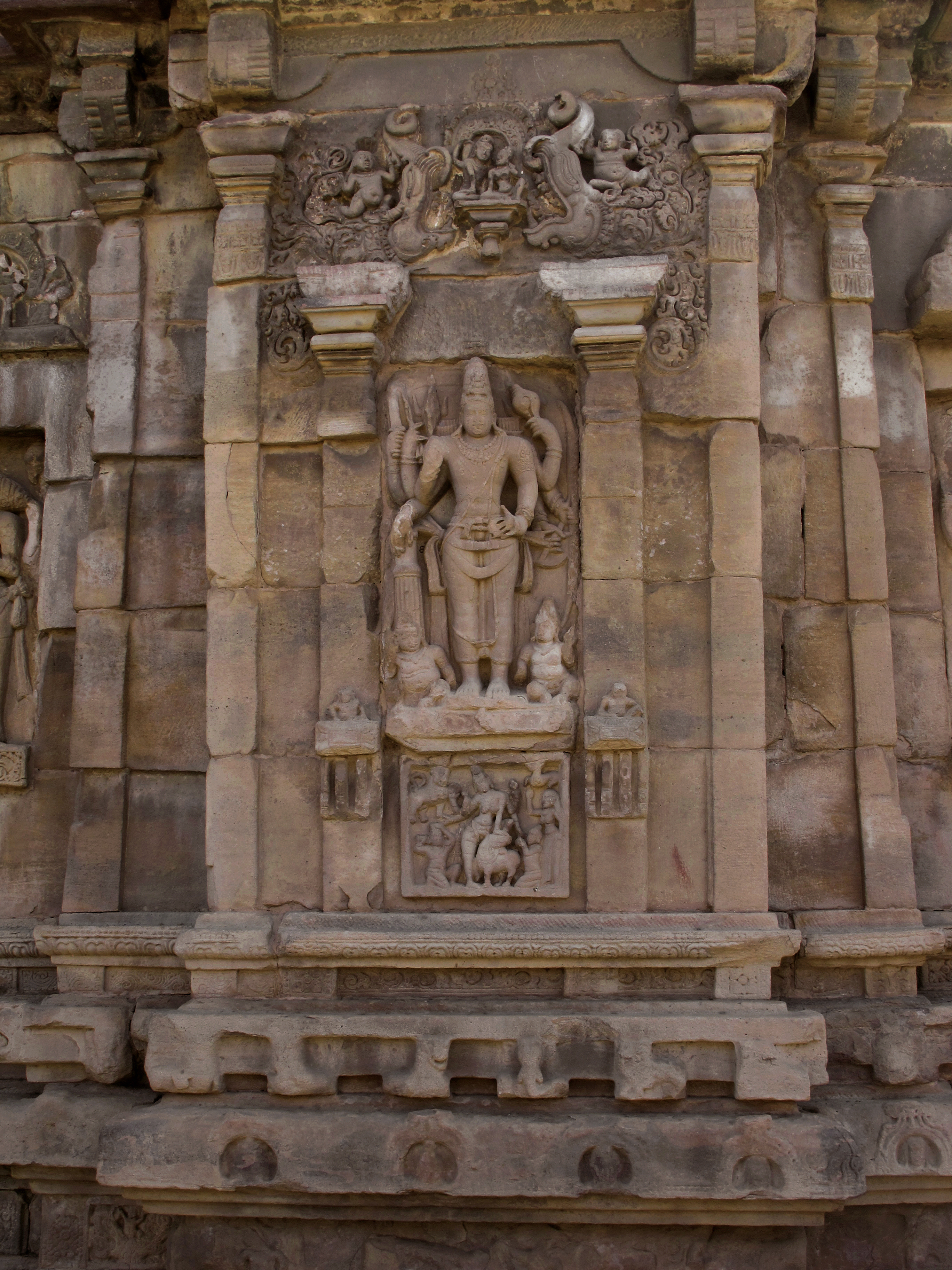
Mur nord externe du sanctuaire. Vishnou en déité suprême. Arc à makara
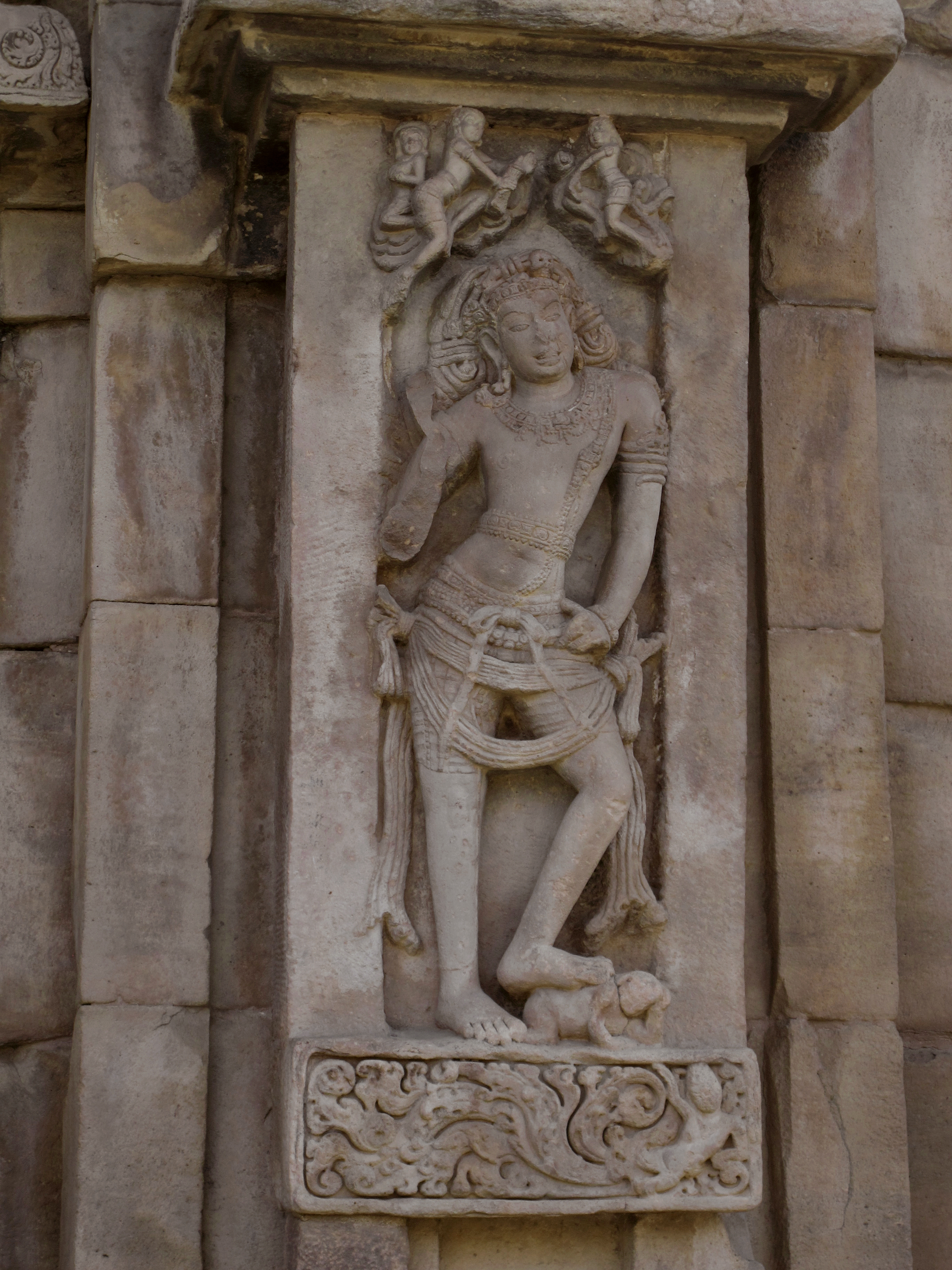
Mur nord du sanctuaire. Shiva ascète
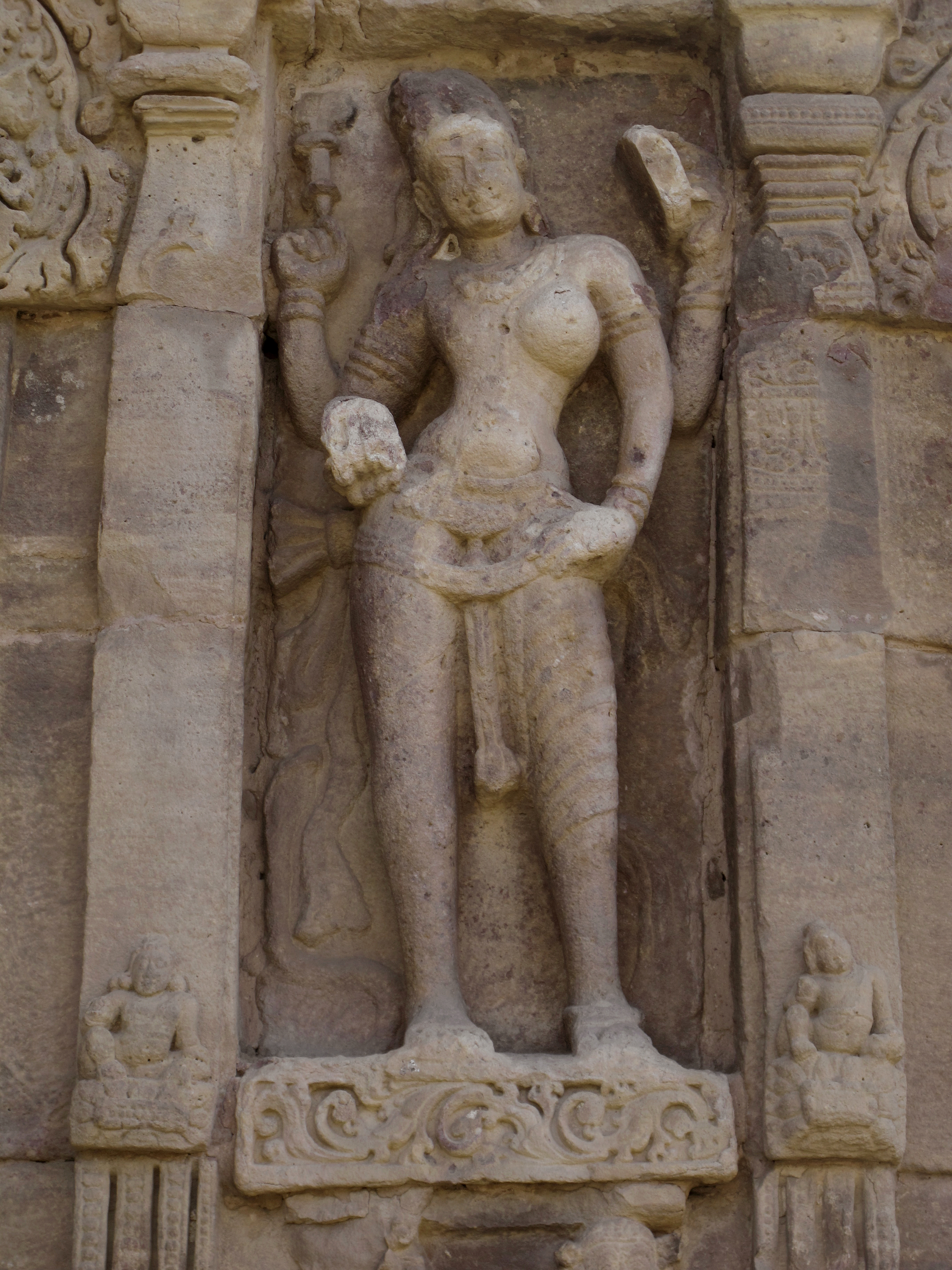
Mur nord à l'extérieur du mandapa. Shiva androgyne Ardhanarishvara